# Općina Log – Dragomer
Općina Log – Dragomer (slo.: Občina Log - Dragomer) je općina u središnjoj Sloveniji u pokrajini Notranjskoj i statističkoj regiji Središnja Slovenija. Središta općine su naselja Dragomer i Log pri Brezovici.

## Zemljopis
Općina Log – Dragomer nalazi se u središnjem dijelu države i obuhvaća područje neposredno zapadno od Ljubljane. Općina na jugu graniči s Ljubljanskim barjem, a na sjeveru počinje gorje.
U općini vlada umjereno kontinentalna klima. Jedina značajna voda u općini je Ljubljansko barje.

## Naselja u općini
Dragomer, Lukovica pri Brezovici, Log pri Brezovici

## Vanjske poveznice
- Službena stranica općine